# Walther von Brauchitsch
Walther Heinrich Alfred Hermann von Brauchitsch (Berlijn, 4 oktober 1881 - Hamburg, 18 oktober 1948) was een Duitse Generalfeldmarschall (Veldmaarschalk) en de Opperbevelhebber (Oberbefehlshaber) van het Duitse leger tijdens de Tweede Wereldoorlog. Geboren in een aristocratische militaire familie, trad hij in 1901 in dienst van het leger. Tijdens de Eerste Wereldoorlog diende hij met onderscheiding op het niveau van het legerkorps en de divisie-staf aan het Westfront.
Na de machtsovername door de nazi's in 1933 kreeg Brauchitsch de leiding over Wehrkreis I, het militaire district Oost-Pruisen. Hij leende immense bedragen geld van Adolf Hitler en werd afhankelijk van zijn financiële hulp. Brauchitsch diende als Opperbevelhebber van het Duitse leger van februari 1938 tot december 1941. Hij speelde een sleutelrol in de Slag om Frankrijk en leidde de Duitse invasies in Joegoslavië en Griekenland. Voor zijn rol in de Slag om Frankrijk werd hij een van de twaalf generaals die tot veldmaarschalk werden bevorderd.
Na een hartaanval in november 1941 en de beschuldiging door Hitler van het falen van Operatie Taifun, de aanval van de Wehrmacht op Moskou, werd Brauchitsch ontslagen als Opperbevelhebber. Hij bracht de rest van de oorlog door in gedwongen pensioen.
Na de oorlog werd Brauchitsch gearresteerd op beschuldiging van oorlogsmisdaden, maar hij stierf aan longontsteking in 1948 voordat hij kon worden vervolgd.

## Levensloop
Brauchitsch werd geboren in Berlijn op 4 oktober 1881 als het zesde kind van Bernhard Eduard von Brauchitsch, een cavaleriegeneraal, en zijn vrouw, Charlotte Bertha von Gordon. De familie Brauchitsch had een lange traditie van militaire dienst, en net als zijn voorouders werd Brauchitsch opgevoed in de traditie van het Pruisische officierskorps. Zijn familie bewoog zich in de toonaangevende sociale kringen van de Berlijnse high society, en zijn familienaam en de militaire rang van zijn vader plaatsten hem op gelijke voet met elke officier of ambtenaar. In zijn tienerjaren toonde Brauchitsch interesse in politiek en was hij gefascineerd door kunst. Om hem in staat te stellen deze interesses na te streven, schreef zijn vader hem in bij het Französisches Gymnasium Berlin in plaats van een militaire academie.
In 1895 trad Brauchitsch toe tot de militaire academie in Potsdam. Later ging hij over naar de Hauptkadettenanstalt Groß Lichterfelde, waar hij in zijn laatste jaar behoorde tot de beste klas voor getalenteerde studenten en werd gekozen, net als zijn broer Adolf vijf jaar eerder, als page door keizerin Augusta Victoria. Tijdens zijn dienst aan het hof van de keizerin leerde hij manieren en houding die voor de rest van zijn leven werden opgemerkt.
Na zijn afstuderen in 1900 ontving hij zijn officiersaanstelling als luitenant in een infanterieregiment. Een medische aandoening maakte hem ongeschikt voor dienst in de infanterie, dus werd hij overgeplaatst naar een artillerieregiment. Hij kreeg de leiding over het trainen van rekruten in paardrijden en rijden. Vervolgens trad hij toe tot het Generale Stafkantoor in Berlijn, waar hij in 1909 werd bevorderd tot eerste luitenant.
In 1910 trouwde Brauchitsch met zijn eerste vrouw, Elizabeth von Karstedt, een rijke erfgename die grote stukken land had (1.200 km²) in Brandenburg. Het paar kreeg een dochter en twee zonen, onder wie Bernd von Brauchitsch, die later diende in de Luftwaffe tijdens de Tweede Wereldoorlog als adjudant van Hermann Göring. Ze zijn in 1938 na 28 jaar huwelijk gescheiden, omdat Brauchitsch een relatie had met een maîtresse waarmee hij wou gaan trouwen
In 1925 ontmoette Brauchitsch Charlotte Rueffer, de dochter van een Silezische rechter. Hij wilde scheiden, maar zijn vrouw weigerde. Rueffer trouwde later met een bankdirecteur genaamd Schmidt, die verdronk in zijn bad tijdens een bezoek aan Berlijn. Toen Brauchitsch in 1937 terugkeerde uit Oost-Pruisen, hervatten ze hun affaire. Ze trouwden direct nadat Brauchitsch van Von Karstedt was gescheiden.
Brauchitsch was de oom van Manfred von Brauchitsch, een Grand Prix-coureur uit de jaren 1930 voor Mercedes-Benz "Silver Arrow", en ook van Hans Bernd von Haeften en Werner von Haeften, die lid waren van het Duitse verzet tegen Hitler.

## Eerste Wereldoorlog
Bij het uitbreken van de Eerste Wereldoorlog in augustus 1914 had Brauchitsch de rang van kapitein bereikt. Hij werd benoemd tot stafofficier bij het XVI Legerkorps, gestationeerd nabij Metz. Tijdens de Eerste Wereldoorlog diende hij bij de 34e Infanteriedivisie en het Guards Reserve Corps. Tussen 1914 en 1916 nam hij deel aan de Slag om Verdun en de Slag om het Polygonebos. In de overgebleven twee jaar van het conflict nam Brauchitsch deel aan de Derde Slag bij de Aisne, het Aisne-Marne offensief, de Tweede Slag bij de Aisne, de Slag bij Armentières en de Slag bij Vlaanderen. Brauchitsch werd onderscheiden met het IJzeren Kruis 1e Klasse en de Huisorde van Hohenzollern, en eindigde de oorlog met de rang van majoor.

## Weimarrepubliek
Het Duitse leger onderging in 1919 een gedwongen inkrimping om te voldoen aan het Verdrag van Versailles, maar Brauchitsch slaagde erin in dienst te blijven. Hij bleef bij de Generale Staf, waar hij geen gelegenheid had om zijn kennis van de artillerie te gebruiken. Uiteindelijk kreeg hij in 1920 toestemming om over te stappen naar de staf van het 2e Artillerieregiment. Het daaropvolgende jaar werkte hij op het Ministerie van de Reichswehr, bij de Afdeling Artillerie.
Brauchitsch' opdracht in de Afdeling Artillerie was om artillerieformaties te reorganiseren en lessen toe te passen die waren geleerd in de laatste maanden van de oorlog. Hij voegde zijn eigen ideeën toe, waaronder het aanpassen van het classificatiesysteem voor lichte, middelzware en zware artillerie. Zware artillerie, voorheen bekend als "korpsartillerie", werd nu "versterkingsartillerie". Hij benadrukte ook de combinatie en samenwerking tussen artillerie en infanterie.
Na drie jaar bij de Afdeling Artillerie werd hij in 1925 bevorderd tot luitenant-kolonel. Vanaf 1 november 1927 werd Brauchitsch benoemd tot Chef van de Staf van de 6e Infanteriedivisie in Münster, Westfalen, een van de sterkste garnizoenen in het westen van Duitsland. In de laatste jaren van de Weimarrepubliek nam hij het commando over van de Afdeling Legeropleiding en werd kolonel (bevorderd in 1928). In oktober 1931 ontving Brauchitsch zijn bevordering tot generaal-majoor.

## Periode voor de Tweede Wereldoorlog
In 1933 kwamen Adolf Hitler en de nazi-partij aan de macht en begonnen ze het leger uit te breiden om Hitlers militaire ambities te verwezenlijken. Op 1 februari 1933 werd Brauchitsch benoemd tot commandant van het Oost-Pruisische militaire district (Wehrkreis I) en opperbevelhebber van de 1e Divisie in Königsberg. Als gevolg van de Duitse herbewapening werd de commandopositie van Befehlshaber im Wehrkreis I (Commandant van het 1e militaire district) uitgebreid. Brauchitsch werd in oktober 1933 bevorderd tot luitenant-generaal. Het personeel van de 1e Divisie vormde het personeel van het 1e Legerkorps en Brauchitsch werd op 21 juni 1935 benoemd tot zijn eerste commandant-generaal.
Hoewel Brauchitsch zich thuis voelde in Pruisen, kreeg hij een conflict met Erich Koch, de lokale Gauleiter (partijleider en de facto hoofd van het civiele bestuur van de provincie). Koch stond bekend als een schurk die enorm genoot van de macht die hij bezat en geweld tegen zijn vijanden niet schuwde. Aangezien zowel Koch als Brauchitsch hun functies in de regio niet wilden verliezen, probeerden ze hun geschil informeel te houden. Hierdoor kwam Berlijn nauwelijks op de hoogte van hun conflict.
Een geschil ontstond enkele jaren later toen Brauchitsch vernam dat Reichsführer-SS Heinrich Himmler van plan was om de legerwachten in Oost-Pruisen te vervangen door SS'ers, met als doel Joden, protestanten en katholieke kerken in het district te vervolgen. Hoewel Brauchitsch erin slaagde de SS-vervanging van de legertroupen in de regio te voorkomen, categoriseerde Himmler hem als "een junker" en informeerde Hitler over het meningsverschil. Brauchitsch beweerde dat hij zijn plicht had gedaan en zei laconiek: "Burgers mogen dat gebied niet betreden."
Brauchitsch verkreeg in 1936 de rang van generaal van de artillerie. Toen de opperbevelhebber van het leger, Werner von Fritsch, werd beschuldigd van homoseksualiteit, bevorderde Hitler Brauchitsch tot kolonel-generaal en benoemde hem op 4 februari 1938 tot de nieuwe legerleider op aanbeveling van het Legerhoog Commando. Bij deze promotie kreeg Brauchitsch ook kabinetsniveau-rang en bevoegdheid, zij het niet de formele titel van Reichsminister. De homoseksuele beschuldigingen waren in werkelijkheid een val opgezet door Hitler als excuus om een van de aristocratische hooggeplaatste officieren binnen het Legerhoog Commando te ontslaan. Het verwijderen van Fritsch was een zware test voor de stabiliteit van het Duitse interne bestuur van die tijd.
Brauchitsch verwelkomde het nazibeleid van herbewapening. De relatie tussen Hitler en Brauchitsch verbeterde tijdens Brauchitsch' verwarring over het al dan niet verlaten van zijn vrouw voor zijn minnares, midden in de München-crisis; Hitler zette zijn gebruikelijke anti-scheidingsgevoelens opzij en moedigde Brauchitsch aan om te scheiden en opnieuw te trouwen. Hitler leende hem zelfs 80.000 Reichsmark zodat hij zich de scheiding kon veroorloven. Na verloop van tijd werd Brauchitsch grotendeels afhankelijk van Hitler voor financiële hulp.
Net als kolonel-generaal Ludwig Beck was Brauchitsch tegen Hitlers annexatie van Oostenrijk en de interventie in Tsjecho-Slowakije, hoewel hij zich niet verzette tegen Hitlers plannen voor oorlog en opnieuw de voorkeur gaf aan terughoudendheid in de politiek. Toch werd Brauchitsch in april 1939, samen met kolonel-generaal Wilhelm Keitel, onderscheiden met het Gouden Partij-insigne door Hitler ter herdenking van de bezetting van Tsjecho-Slowakije.
In de laatste maanden voor het uitbreken van de Tweede Wereldoorlog richtte Brauchitsch zich op de mogelijke steun van Italië aan de nazi-militaire zaak. In mei 1939 inspecteerde hij de Italiaanse militaire installaties in Libië en La Spezia om de Italo-Duitse alliantie te bevestigen. Dit bleek echter geen gemakkelijke taak te zijn, aangezien de Italiaanse leider Benito Mussolini economische steun van het Rijk verwachtte als tegenprestatie voor zijn militaire samenwerking. Fritsch had Brauchitsch al verteld dat het Italiaanse leger in "zeer slechte gevechtsvorm" verkeerde. Joachim von Ribbentrop, de Duitse minister van Buitenlandse Zaken en de belangrijkste architect van de As-alliantie, bemoeide zich voortdurend met de inspanningen van Brauchitsch, omdat hij zijn werk koste wat kost geconsolideerd wilde zien.

## Tweede Wereldoorlog
Tijdens de Poolse veldtocht hield Brauchitsch toezicht op de meeste plannen. De Poolse campagne werd vaak aangehaald als het eerste voorbeeld van "blitzkrieg", maar blitzkrieg was geen theorie of officiële doctrine. De campagne leek niet op de populaire perceptie van wat later bekend werd als blitzkrieg. De Pantserdivisies waren dun verspreid onder de infanterie en kregen geen operationele onafhankelijkheid of werden niet massaal gegroepeerd, zoals ze dat zouden doen bij operatie Fall Gelb in 1940. De operationele methode van de Wehrmacht in Polen volgde eerder het traditionelere Vernichtungsgedanke vernietiging tactiek. Wat algemeen bekend staat als blitzkrieg ontwikkelde zich pas na de campagne in het westen in juni 1940. Het was niet de oorzaak, maar eerder het gevolg van de overwinning. Brauchitsch moest zelf overtuigd worden dat pantsers zelfstandig op operationeel niveau konden optreden, voordat de campagne plaatsvond.
Brauchitsch steunde harde maatregelen tegen de Poolse bevolking, die volgens hem nodig waren voor het veiligstellen van Duitse Lebensraum ("leefruimte"). Hij speelde een centrale rol bij de doodvonnissen voor Poolse gevangenen die betrokken waren bij de verdediging van het Poolse postkantoor in Danzig en wees het gratieverzoek af.

### Invasie van West-Europa
Begin november 1939 begonnen Brauchitsch en Chef van de Generale Staf Franz Halder te overwegen Hitler omver te werpen, die "X-dag", de invasie van Frankrijk, had vastgesteld op 12 november 1939. Beide officieren geloofden dat de invasie gedoemd was te mislukken. Op 5 november 1939 bereidde de Generale Staf van het leger een speciaal memorandum voor dat zogenaamd aanbeval om dat jaar geen aanval op de geallieerden te lanceren. Brauchitsch stemde er met tegenzin mee in het document aan Hitler voor te lezen en deed dat tijdens een vergadering op 5 november. Brauchitsch probeerde Hitler ervan te overtuigen X-dag uit te stellen door te zeggen dat de moraal in het Duitse leger slechter was dan in 1918. Brauchitsch ging verder met klagen en zou naar verluidt hebben gezegd dat: "De agressieve geest van de Duitse infanterie ligt helaas onder het niveau van de Eerste Wereldoorlog er zijn bepaalde symptomen van ongehoorzaamheid vergelijkbaar met die van 1917-18."
Hitler werd woedend en beschuldigde de Generale Staf en Brauchitsch persoonlijk van ontrouw, lafheid, sabotage en defaitisme. Hij keerde terug naar het legerhoofdkwartier in Zossen, waar hij "in zo'n slechte toestand aankwam dat hij aanvankelijk alleen een nogal onsamenhangend verslag van de gebeurtenissen kon geven." Na die vergadering vertelden zowel Brauchitsch als Halder aan Carl Friedrich Goerdeler, een belangrijke leider van de anti-nazibeweging, dat Hitler omverwerpen gewoon iets was dat ze niet konden doen en dat hij andere officieren moest vinden om deel te nemen aan het complot. Hitler riep een vergadering bijeen van de Generale Staf, waarin hij verklaarde dat hij het Westen binnen een jaar zou verpletteren. Hij zwoer ook de "geest van Zossen" te vernietigen, een dreigement dat Halder zo in paniek bracht dat hij de samenzweerders dwong hun tweede geplande couppoging af te breken. Op 7 november, na zware sneeuwstormen, stelde Hitler X-dag uit tot nader order, wat Brauchitsch’ en Halders belangrijkste motivatie voor het complot wegnam.
Terwijl de voorbereidingen werden getroffen voor Fall Gelb , produceerde generaal Erich von Manstein, destijds dienend als chef-staf van Legergroep A, zijn beroemde Sichelschnitt ("sikkel snede") plan. Brauchitsch en Halder keurden Sichelschnitt niet goed. Toen Manstein eiste dat Sichelschnitt aan het Oberkommando des Heeres (OKH) werd gepresenteerd, stelde Halder voor Manstein ergens naar het oosten over te plaatsen en hem uit het planningsproces te weren. Brauchitsch stemde hiermee in en plaatste hem over naar Silezië. Hitler nodigde echter een groep officieren uit voor de lunch, en Manstein was er een van hen. Hij slaagde erin zijn plan rechtstreeks aan Hitler te presenteren. De volgende dag gaf Hitler Brauchitsch opdracht het plan van Manstein te accepteren, dat de Führer presenteerde als het zijne. Ondanks zijn oorspronkelijke scepsis zag Brauchitsch uiteindelijk het potentieel van het plan in en voelde dat het leger een echte kans op succes had in Frankrijk.
Na de verrassend snelle val van Frankrijk werd Brauchitsch in juli 1940 bevorderd tot veldmaarschalk tijdens de ceremonie voor veldmaarschalken in 1940. Nadat Frankrijk was bezet en verdeeld, keek hij, samen met de rest van het hoog commando, uit naar een even gemakkelijke en snelle campagne tegen Groot-Brittannië, nu ernstig verzwakt door de Franse campagne. Hij was ervan overtuigd dat Groot-Brittannië gemakkelijk verslagen zou worden: "We beschouwen de overwinning al als behaald. Engeland blijft veilig, maar alleen zolang wij dat kiezen." Als Operatie Seelöwe, het plan voor de invasie van Groot-Brittannië, was gelukt, was Hitler van plan Brauchitsch aan het hoofd te plaatsen van de nieuwe verovering. Omdat de Luftwaffe de vereiste luchtoverwicht niet kon behalen, ging de Slag om Groot-Brittannië verloren en werd het plan op de plank gelegd en uiteindelijk geannuleerd.

### Invasie van de Balkan
In de snelle invasie en bezetting van Joegoslavië en Griekenland begin april 1941, zetten de Duitsers ongeveer 337.000 mannen, 2.000 mortieren, 1.500 stukken artillerie, 1.100 antitankkanonnen, 875 tanks en 740 andere gepantserde gevechtsvoertuigen in, die allemaal onder het algehele commando van Brauchitsch stonden. Tegen het einde van de maand waren heel Joegoslavië en Griekenland in Duitse handen.

### Operatie Barbarossa
Brauchitsch beval zijn leger en commandanten om de kritiek op racistische nazipolitiek te staken, omdat harde maatregelen nodig waren voor de "naderende strijd van het lot van het Duitse volk". Toen Duitsland zich naar het oosten keerde en de Sovjet-Unie binnenviel in juni 1941, speelde hij opnieuw een sleutelrol door wijzigingen aan te brengen in het oorspronkelijke plan. Net als zijn vriend en collega Wilhelm Keitel protesteerde Brauchitsch niet toen Hitler het Duitse leger dezelfde instructies gaf als de SS over wie te doden in het bezette gebied, maar later vaardigde hij een reeks decreten uit waarin stond dat commissarissen alleen moesten worden neergeschoten als hun anti-Duitse sentimenten "bijzonder herkenbaar" waren.
Terwijl de Slag om Moskou begon, begon zijn gezondheid te verslechteren. Desondanks bleef hij werken, vastbesloten om Moskou in te nemen vóór het begin van de winter. Het falen van het leger om Moskou in te nemen leverde de vijandigheid van Hitler op, en de zaken verslechterden voor hem toen hij in november een hartaanval kreeg. Hem werd ook verteld dat hij een kwaadaardige hartaandoening had, hoogstwaarschijnlijk ongeneeslijk.

## Ontslag
Na het falen bij Moskou werd Brauchitsch op 19 december ontslagen als opperbevelhebber van het Duitse leger en overgeplaatst naar de Führerreserve (reserveofficieren), waar hij zonder specifieke opdracht bleef tot het einde van de oorlog. Hij zag Hitler nooit meer. Hij bracht de laatste drie jaar van de oorlog door in zijn kasteelachtige jachthut Dreiröhren in het Brdy-gebergte ten zuidwesten van Praag. Een van zijn weinige openbare opmerkingen na zijn pensionering was een verklaring waarin hij het complot van 20 juli tegen Hitler veroordeelde, waarbij hij verschillende voormalige collega's aan de kaak stelde. Later verontschuldigde hij zich bij Halder en beweerde hij dat hij gedwongen was dit te doen om het leven van een familielid te redden.

## Processen van Neurenberg
In augustus 1945 werd Brauchitsch gearresteerd op zijn landgoed en gevangengezet door de Britten in Kamp 198 in Zuid-Wales. Hij werd aangeklaagd bij de latere processen van Neurenberg voor oorlogsmisdaden in verband met zijn bevel over Operatie Barbarossa. Hij stierf echter op 18 oktober 1948 op 67-jarige leeftijd aan een longontsteking in een door de Britten gecontroleerd militair ziekenhuis in Hamburg voordat hij terechtstond voor samenzwering en misdaden tegen de menselijkheid.

## Militaire loopbaan
- Leutnant: 22 maart 1900[7][8][5][9][4]
- Oberleutnant: 18 oktober 1909[7][8][5][9][4]
- Hauptmann i.G.: 18 december 1913[7][8][5][9][4]
- Major i.G.: 15 juli 1918[7][8][5][9][4]
- Oberstleutnant i.G.: 1 april 1925[7][5] (benoemingsakte vanaf 1 juni 1923)[4]
- Oberst i.G.: 1 april 1928[7][8][5][9][4]
- Generalmajor: 1 oktober 1931[7][8][5][9][4]
- Generalleutnant: 1 oktober 1933[7][5][9][4][10]
- General der Artillerie: 20 april 1936[7][5][9] (benoemingsakte vanaf 1 maart 1936, later gewijzigd in 1 oktober 1935)[4][10]
- Generaloberst: 4 februari 1938[7][8][5][9][4][10]
- Generalfeldmarschall: 19 juli 1940[7][8][5][9][4][11]

## Decoraties
- Ridderkruis van het IJzeren Kruis op 30 september 1939 als Generaloberst en Opperbevelhebber van de Wehrmacht[12][13][14][15][5][9]
- IJzeren Kruis 1914, 1e Klasse[11] (13 september 1914) en 2e Klasse[11] (1 oktober 1915)[13][5]
- Ridderkruis in de Huisorde van Hohenzollern met Zwaarden[9] op 15 mei 1917[13][5]
- Kruis voor Militaire Verdienste (Oostenrijk-Hongarije), 3e Klasse in 1915[13]
- Frederiks-Orde, 1e Klasse met Zwaarden op 7 mei 1915[13][5]
- Saksisch-Ernestijnse Huisorde op 2 januari 1918[13][5]
- Onderscheiding voor Trouwe Dienst (Pruisen) voor 25 jaar dienst op 17 april 1920[13][5]
- Erekruis voor Frontstrijders in de Wereldoorlog op 18 december 1934[13][5][9][9]
- Hospitaalorde van Sint-Jan (balije Brandenburg)[13][5]
  - Ereridder[5][9]
- Dienstonderscheiding van Leger en Marine voor (25 dienstjaren) op 2 oktober 1936[13][5][9]
  - Eikenloof (40 dienstjaren)[13][5][9]
- Gouden Ereteken van de NSDAP[9] op 20 maart 1939[12][13][5][11]
- Herhalingsgesp bij IJzeren Kruis 1939, 1e Klasse[11][9] (30 september 1939) en 2e Klasse[11][9] (30 september 1939)[12][13][5]
- Medaille ter Herinnering aan de 13e Maart 1938 op 21 november 1938[13][5]
- Medaille ter Herinnering aan de 1e Oktober 1938 op 1 oktober 1938[5]
  - gesp „Prager Burg“ op 7 juni 1939[13][5]
- Medaille ter herinnering aan de Thuiskomst van het Memelland[9] op 30 november 1939[13][5]
- Grootkruis in de Orde van de Witte Roos (Finland) op 10 maart 1939[13][5]
- Militaire Orde van Moed, 1e Klasse in 1939[13]
- Grootkruis in de Sint-Alexanderorde (Bulgarije) met Zwaarden[13]op 15 mei 1941[5][9]
- Orde van Michaël de Dappere, 1e,[9] 2e en 3e Klasse op 14 oktober 1941[12][13][5]
- Grootkruis in de Orde van de Hongaarse Republiek[9] met Zwaarden op 20 augustus 1938[13][5]
- Grootkruis in de Orde van het Vrijheidskruis (Finland)[9] op 25 juni 1942[12][13][5]
- Grootkruis in de Orde van de Rijzende Zon op 26 september 1942[12][13]
- Oorlogskruis (Tsjecho-Slowakije), 1e Klasse[9] op 20 oktober 1941[12][13][5]
- Grootkruis in de Orde van Sint-Mauritius en Sint-Lazarus op 3 januari 1939[13][5]
- Grootkruis in de Orde van de Kroon (Joegoslavië) op 1 juni 1939[13]
- Ster van het Ereteken van het Duitse Rode Kruis op 5 september 1938[5]
- Grootkruis in de Militaire kruis voor Verdienste (Spanje) in Wit in 23 mei 1939[16][5][9]

Werner von Blomberg · Hermann Göring · Walther von Brauchitsch · Albert Kesselring · Wilhelm Keitel · Günther von Kluge · Wilhelm Ritter von Leeb · Fedor von Bock · Wilhelm List · Erwin von Witzleben · Walter von Reichenau · Erhard Milch · Hugo Sperrle · Gerd von Rundstedt · Erwin Rommel · Georg von Küchler · Erich von Manstein · Friedrich Paulus · Ewald von Kleist · Maximilian von Weichs · Ernst Busch · Wolfram von Richthofen · Walter Model · Ferdinand Schörner · Robert von Greim · Eduard von Böhm-Ermolli (titulair)
- Bibliothèque nationale de France: cb12917305f (data)
- Gemeinsame Normdatei: 116414855
- International Standard Name Identifier: 0000 0000 4918 4518
- Library of Congress Control Number: nr2002023348
- Nationale Bibliotheek van Israël: 987007398485605171
- Nationale Bibliotheek van Polen: a0000002184190
- SNAC: w6r49w06
- Système universitaire de documentation: 248362488
- Virtual International Authority File: 44428610
- WorldCat: E39PBJc7TtqW3JyvvBQxmqvbVC